# Хавиер Сиера
Хавиер Сиера (на испански: Javier Sierra) е испански журналист и писател на бестселъри в жанра исторически трилър.

## Биография
Хавиер Сиера е роден на 11 август 1971 г. в североизточната част на град Теруел, Испания. От ранна възраст той е очарован от света на комуникациите и провежда първата си радиопрограма в Радио Heraldo още 12-годишен. На 16 години пише статии за пресата, а на 18 г. е един от основателите на списанието Ano Cero („Ново летоброене“). Учи журналистика в Мадридския университет Комплутенсе. Когато е на 27 години, става консултант-редактор на едно от най-известните испански месечни списания (Más Allá de la Ciencia), „Отвъд науката“, разпространявано в Испания и Латинска Америка.
Сиера е изключително популярен в родната си Испания и често участва в радио-и телевизионни предавания, като вечерното „Crónicas Marcianas“ (2000-2004) на Telecinco. През пролетта на 2004 г. Сиера представя собственото си телевизионно шоу в Telemadrid, „El Otro Lado де ла realidad“ („Другата страна на реалността“), заслужило признанието на публиката.
Хавиер Сиера живее в Малага, в Коста дел Сол, и е отдаден на пътуване и писане.

## Творчество
Автор е на три книги с публицистика, свързани с исторически и научни загадки, както и четири успешни романа. Започвайки с първия си роман „Синята дама“ Сиера използва литературата като средство за решаване на някои от най-големите загадки на миналото. Той педантично изследва тези тайни в стремежа си да стигне до вероятното решение на въпросите, които те поставят. Романът му „Тайната вечеря“ получава престижната награда Ciudad de Torrevieja и става бестселър в Испания и Латинска Америка. Книгите на Сиера са преведени на двадесет и пет езика, което показва, че страстта му към тайните на миналото е нещо универсално. Настойчив, любознателен, и проницателен, Сиера е посетил повече от двадесет страни, за да изследва техните тайнства – в пирамидите на Египет, в музеите на Турция, в археологическите разкопки на Перу. Работи по още седем нови книги на тема древни мистерии.
Години наред Хавиер Сиера работи с хора като Греъм Хенкок и Робърт Бовал в опит да докаже съществуването на т.нар. „Златен век на човечеството“. Хипотезата му твърди, че цивилизацията на Златния век е изчезнала преди около 10 500 години и е предшественик на всички модерни цивилизации.
В България са издадени 5 книги от Хавиер Сиера от издателство „Хермес“.

### Издавани на български език
- „Синята дама“, La Dama Azul, 1998 (разширена и коригирана 2008)
- „Тамплиерските порти“, Las puertas templarias, 2000
- „Египетската тайна на Наполеон“, El secreto egipcio de Napoleón, 2002
- „Тайната вечеря“, Cena Secreta, 2004
- „Забраненият път: по следите на изгубената история“, La Ruta Prohibida y otros Enigmas de la Historia, 2007

### Неиздавани на български език
- „Розуел, държавна тайна“, Roswell, secreto de Estado (1995)
- „Външната Испания“, La España extraña (1997)
- „В търсене на Златния век“, En busca de la Edad de Oro (2000)
- „Изгубеният ангел“, El Ángel Perdido (2011)
- „El Maestro del Prado“ (2013)
- „La pirámide inmortal“ (2014)